# Mateusz Morawiecki
Mateusz Morawiecki (Wrocław, 1968. június 20. –) lengyel politikus, közgazdász; 2017 és 2023 között Lengyelország Minisztertanácsának elnöke.

## Élete és pályafutása
2015 novemberében Beata Szydło újonnan megalakuló kormányában miniszterelnök-helyettes és fejlesztési miniszter lett. 2016 szeptemberében az ország pénzügyminiszterévé nevezték ki. 2017. december 7-én, Beata Szydło lemondását követően pártja Morawieckit jelölte a miniszterelnöki posztra. Hivatalába december 11-én iktatták be. 2018. január 3-án, első hivatalos külföldi útján Budapestre látogatott. 2019 novemberében ismét miniszterelnökké választották, ezzel létrejött a második Mateusz Morawiecki-kormány.
Morawieckit 2025. februárjában az ügyészség azzal vádolta meg, hogy a 2020-as elnökválasztás szervezése során visszaélt hatalmával, mivel a koronavírus-járványra hivatkozva megpróbálta teljes mértékben postai úton lebonyolítani a választást.